# Birger Malling
Birger Malling (ur. 1884, zm. 1989) – norweski lekarz okulista, profesor oftalmologii na Uniwersytecie w Oslo w latach 1939-1954. Wcześniej, od 1913 do 1922 roku  praktykował w Tromsø. 